# William Robertson & Sons
William Robertson & Sons Ltd. war ein britischer Hersteller von Automobilen.

## Unternehmensgeschichte
Das Unternehmen aus Dundee begann 1900 mit der Produktion von Automobilen. Der Markenname lautete Robertson. 1902 endete die Produktion.

## Fahrzeuge
Im Angebot standen Tricycles (Dreiräder), Voiturettes und Automobile. Weitere Details liegen nicht vor.